# 貞應
貞應（1222年四月十三日至1224年十一月二十日）是日本的年號之一。這個時代的天皇是後堀河天皇，由後高倉法皇實施院政至1223年。鎌倉幕府之執權為北條義時與北條泰時。

## 改元
- 承久四年四月十三日（1222年5月25日）改元貞應
- 貞應三年十一月二十日（1224年12月31日）改元元仁

## 出處
《周易·中孚》：「中孚以利貞，乃應乎天也。」

## 紀年、西曆、干支對照表
| 貞應       | 元年   | 二年   | 三年   |
| 儒略曆日期 | 1222年 | 1223年 | 1224年 |
| 干支       | 壬午   | 癸未   | 甲申   |